# Villers-sur-Nied

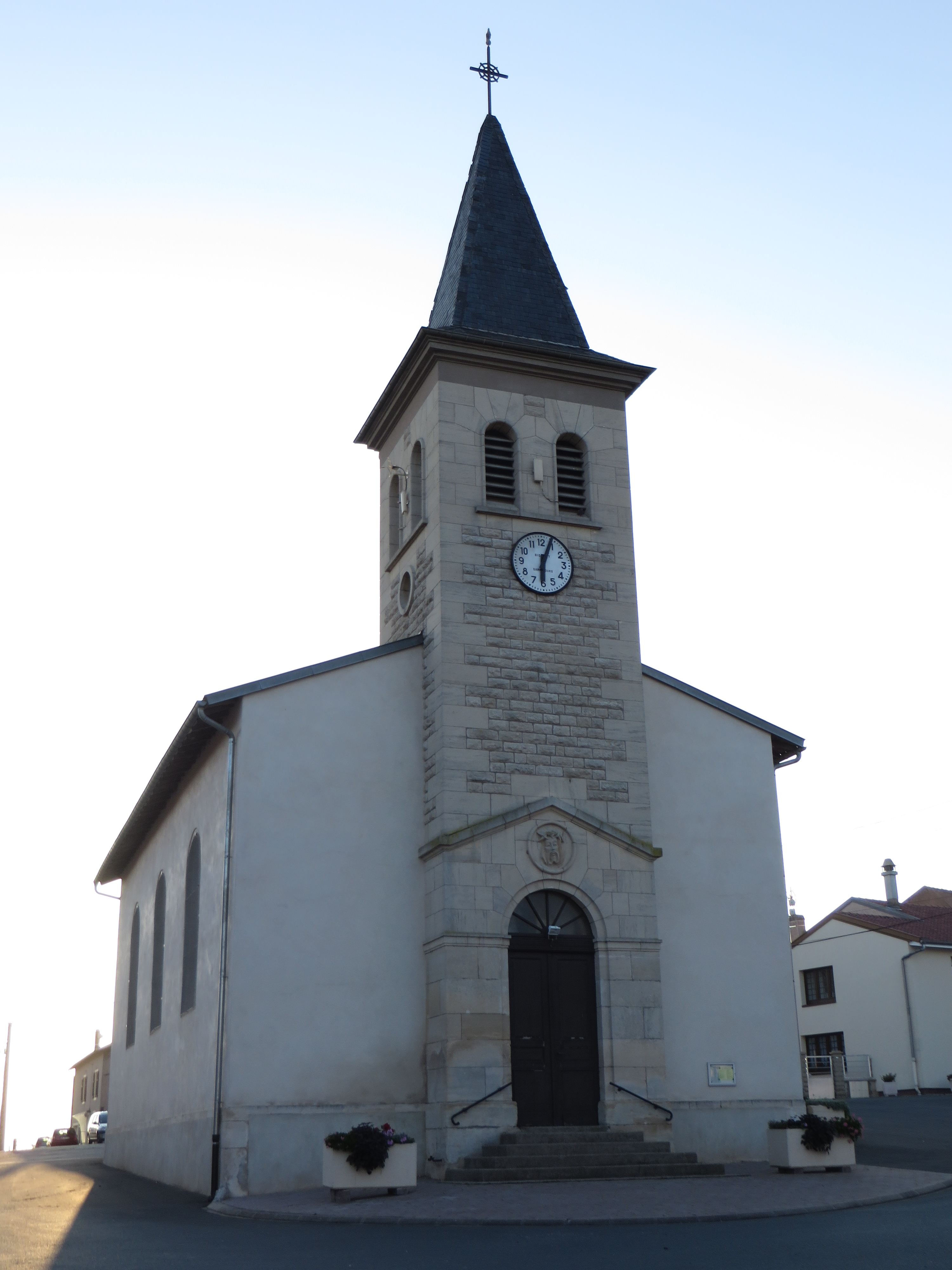
Kirche St. Oswald

Villers-sur-Nied (bis 1919 Villers-aux-Oies, deutsch Villers an der Nied) ist eine französische Gemeinde mit 81 Einwohnern (Stand 1. Januar 2022) im Département Moselle in der Region Grand Est (bis 2015 Lothringen). Sie gehört zum Arrondissement Sarrebourg-Château-Salins.

## Geographie
Villers-sur-Nied liegt in Lothringen, 40 Kilometer südöstlich von Metz, 15 Kilometer nördlich von Château-Salins und elf Kilometer nordöstlich von Delme an der Französischen Nied auf einer Höhe zwischen 244 und 358 m über dem Meeresspiegel, die mittlere Höhe beträgt 250 m. Das Gemeindegebiet umfasst 4,25 km².

## Geschichte
Das kleine Dorf gehörte früher zur Grafschaft Bar und zur Salmschen Baronie Viviers. Im Jahr 1661 wurde das Dorf zusammen mit Bar von Frankreich annektiert.
Das Gemeindewappen zeigt die Symbole der beiden ehemaligen Herrscherfamilien des Ortes: die Palmzweige für Les Protin de Vulmont und der Gironné für die Familie Des Armoises.
Durch den Frankfurter Frieden vom 10. Mai 1871 kam die Region an Deutschland und das Dorf wurde dem Kreis Château-Salins im Bezirk Lothringen des Reichslandes Elsaß-Lothringen zugeordnet.
Nach dem Ersten Weltkrieg musste die Region aufgrund der Bestimmungen des Versailler Vertrags 1919 an Frankreich abgetreten werden. Im Zweiten Weltkrieg war die Region von der deutschen Wehrmacht besetzt und stand unter deutscher Verwaltung.
Das Dorf trug 1915–1919 bzw. 1940–1944 den eingedeutschten Namen Niedweiler.

### Bevölkerungsentwicklung
| Jahr      | 1962 | 1968 | 1975 | 1982 | 1990 | 1999 | 2007 | 2019 |
| Einwohner | 71   | 70   | 60   | 61   | 53   | 63   | 67   | 79   |

## Belege
1. 1 2  Eugen H. Th. Huhn: Deutsch-Lothringen. Landes-, Volks- und Ortskunde, Stuttgart 1875, S. 504  (google.books.com).
2. ↑  Wappenbeschreibung auf genealogie-lorraine.fr (Memento vom 25. März 2016 im Internet Archive) (französisch)